# Mirko Vindiš
Miroslavo "Mirko" Vindiš, född 8 november 1963 i Ptuj, är en slovensk maratonlöpare.
Vindiš vann Vienna City Marathon en gång, den 10 april 1988, med tiden 2:17.25.
Han tävlade för Jugoslavien vid olympiska sommarspelen 1988 i Seoul, där han slutade på 25:e plats i maratonloppet. Sedan tävlade han för Slovenien vid olympiska sommarspelen 1992 i Barcelona, där han slutade på 40:e plats i maratonloppet.

## Personliga rekord
Utomhus
- Halvmaraton – 1:03.29 (Ostia, 18 mars 1990)[4]
- 30 000 meter – 1:36.47,6 (Velenje, 1 april 1994)[4]
- Maraton – 2:13.47 (Seoul, 12 april 1987)[4]
- Maraton – 2:13.39 (New York, 1 november 1987, räknas ej som officiellt rekord)[4]
- 100 000 meter – 6:47.54 (Winschoten, 14 september 2002)[4]